# ECOBAT
ECOBAT s.r.o. je neziskově hospodařící organizace, zajišťující zpětný odběr a recyklaci všech typů odpadních baterií a akumulátorů v České republice. Společnost byla založena v roce 2002 šesti významnými výrobci a dovozci baterií značek Bateria, GP, Panasonic, Varta, Energizer a Duracell. Oprávnění k provozování kolektivního systému zpětného odběru získala v roce 2009.

## Zpětný odběr baterií v ČR

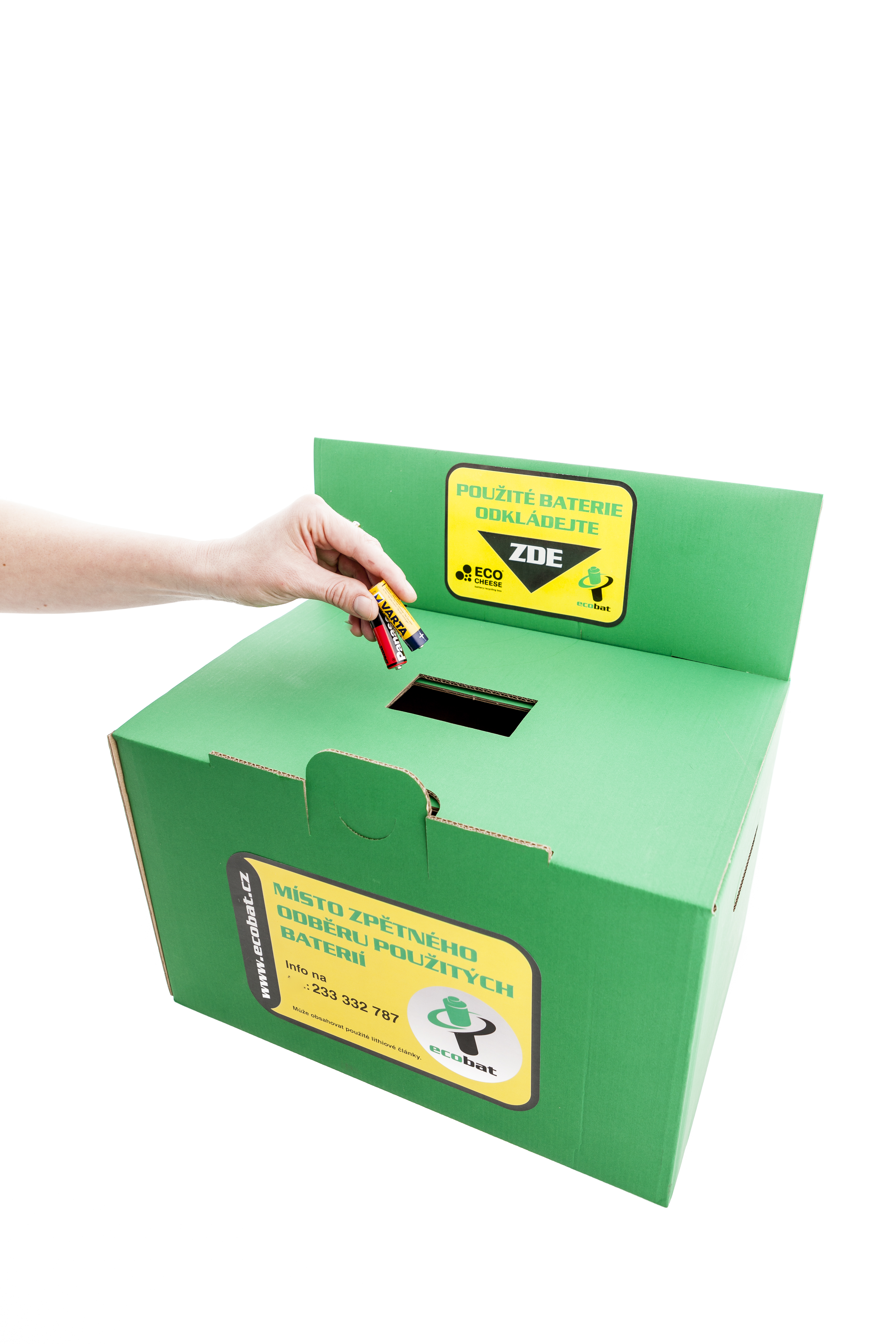
Nádoba ke sběru použitých baterií.

Použité baterie a akumulátory obsahují škodlivé látky včetně těžkých kovů. Pokud skončí v koši a komunálním odpadu, mohou po čase znečistit půdu, ovzduší či spodní a povrchové vody. Zpětný odběr baterií v České republice upravuje zákon č. 542/2020 Sb., o výrobcích s ukončenou životností. ČR zároveň musí plnit směrnici Evropského parlamentu a Rady 2006/66/ES o bateriích a akumulátorech a odpadních bateriích a akumulátorech. V roce 2010 směrnice stanovila účinnost zpětně odebraných baterií na 14,2 %, od roku 2012 na 25 % a od roku 2016 se tento ukazatel zvýšil na 45 % (z množství baterií průměrně prodaného za tři roky).

### Sběrná síť
Podle platné legislativy jsou všechny prodejny, které v rámci svého sortimentu prodávají přenosné baterie, povinny baterie bezplatně přijmout, a to bez ohledu na jejich značku, velikost či množství. Použité přenosné baterie lze odevzdávat také ve sběrných dvorech a mobilních sběrnách nebezpečných odpadů. Kromě toho spravuje ECOBAT síť sběrných míst zpětného odběru po celé ČR. V roce 2021 jich provozoval více než 27 tisíc. Mezi tato místa patří např. školy, pošty, úřady či firmy.

### ECOBAT – vývoj zpětného odběru
| Rok  | Sebráno tun | Úroveň zpětného odběru |
| ---- | ----------- | ---------------------- |
| 2002 | 15          |                        |
| 2003 | 70          |                        |
| 2004 | 128         |                        |
| 2005 | 138         |                        |
| 2006 | 184         |                        |
| 2007 | 264         |                        |
| 2008 | 332         |                        |
| 2009 | 386         |                        |
| 2010 | 458         |                        |
| 2011 | 768         | 26 %                   |
| 2012 | 919         | 29 %                   |
| 2013 | 1 031       | 32 %                   |
| 2014 | 1 097       | 32 %                   |
| 2015 | 1 243       | 35 %                   |
| 2016 | 1 638       | 45 %                   |
| 2017 | 1 681       | 46 %                   |
| 2018 | 1 645       | 45 %                   |
| 2019 | 1 696       | 46 %                   |
| 2020 | 1 766       | 45 %                   |
| 2021 | 1 977       | 47 %                   |
| 2022 | 1 964       | 45 %                   |

## Projekty

### ECOCHEESE – krabičky do domácností

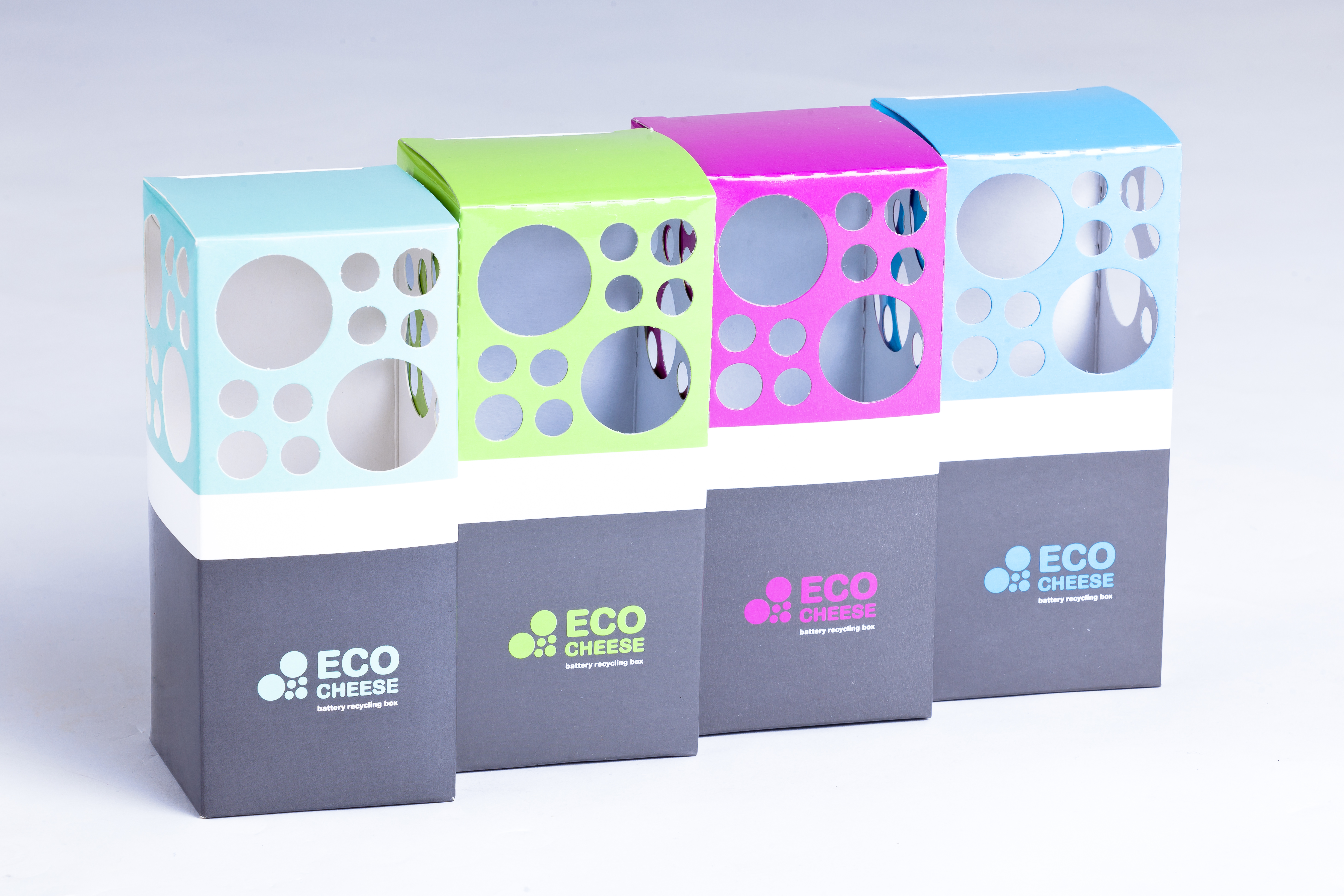
Krabičky ECOCHEESE ke sběru použitých baterií v domácnostech.

ECOBAT zajišťuje osvětovou kampaň ECOCHEESE, zaměřenou na sběr baterií v domácnostech prostřednictvím atraktivních sběrových krabiček, které distribuuje zdarma. Od začátku roku 2011 je distribuoval již do více než 200 tisíc domácností.

### Recyklohraní, aneb Ukliďme si svět!

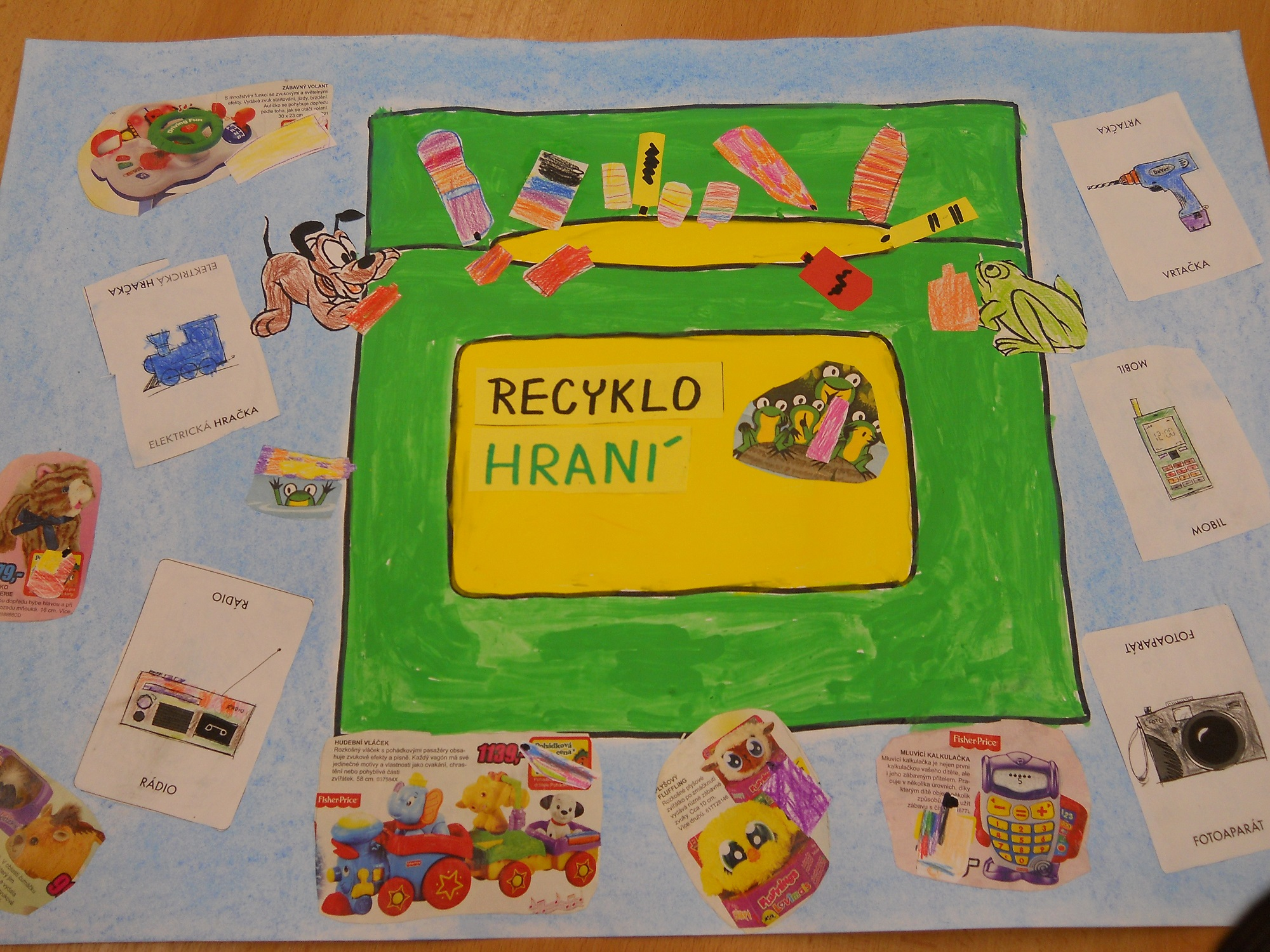
Projekt Recyklohraní, aneb Ukliďme si svět je zaměřen na environmentální vzdělávání dětí a mládeže.

Recyklohraní je školní recyklační program realizovaný pod záštitou MŠMT České republiky, jehož cílem je prohloubit znalosti žáků v oblasti třídění a recyklace odpadů a umožnit jim osobní zkušenost se zpětným odběrem baterií a použitých drobných elektrozařízení. Zábavnou formou ukazuje žákům i studentům, že vysloužilé baterie, elektrospotřebiče nebo tonery a cartridge nepatří do obyčejné popelnice a že recyklací lze ušetřit významné množství nerostných surovin. Projekt spočívá jednak v plnění netradičních úkolů zaměřených na recyklaci, jednak ve sběru vysloužilých drobných spotřebičů, použitých baterií a prázdných tonerů a cartridgí. Pro školy, které se projektu účastní, je zdarma připraven servis zajišťující dodání sběrných nádob a po jejich naplnění i následný odvoz. Školy za jednotlivé aktivity sbírají body, které pak mohou směnit v katalogu za zajímavé odměny.
Do projektu je zapojeno více než 3 800 základních, mateřských i středních škol z celé České republiky.

### Evropský týden recyklace baterií

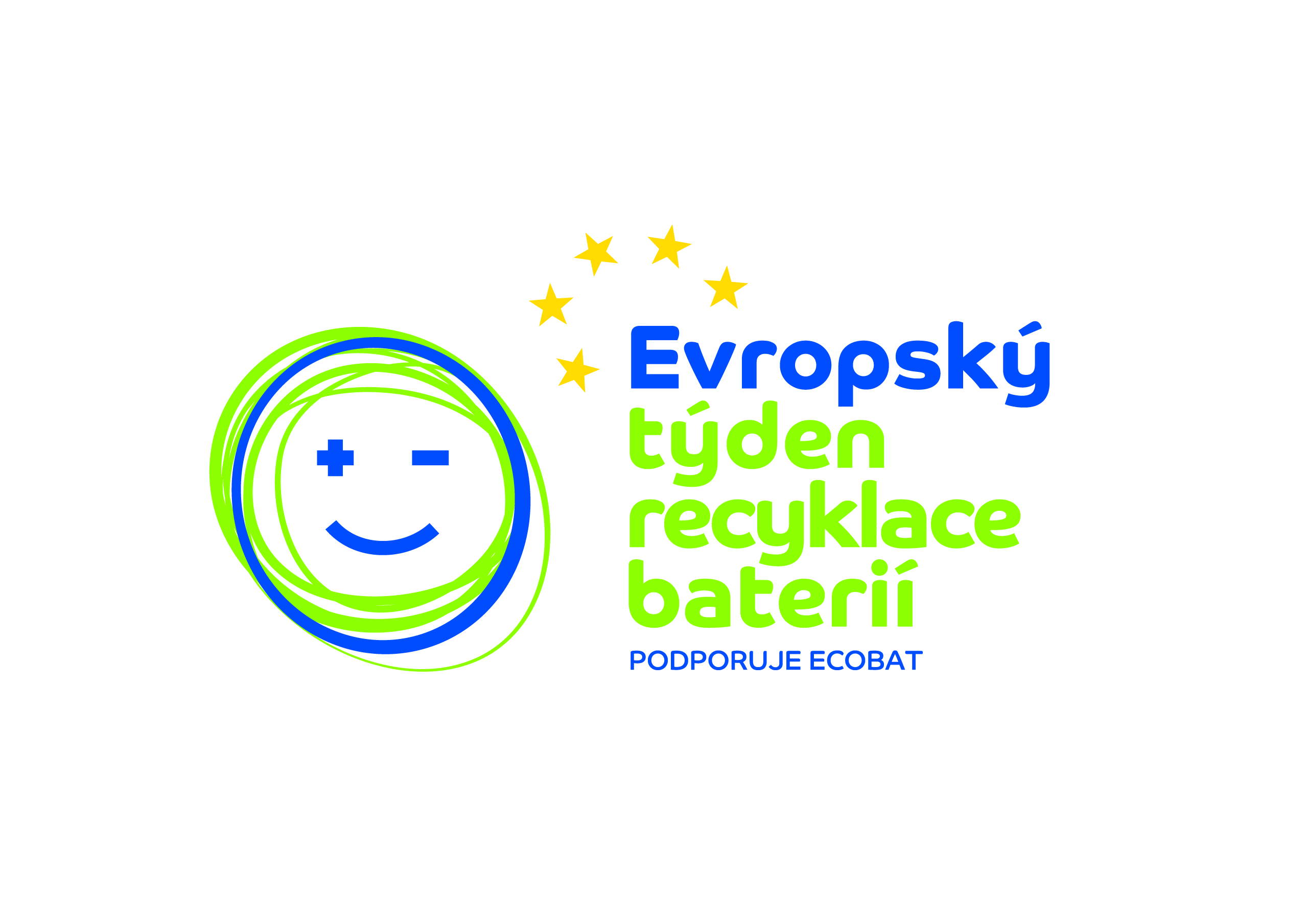

Evropský týden recyklace baterií (ETRB) byl vyhlášen evropskou asociací EUCOBAT, která reprezentuje 25 významných kolektivních systému pro zpětný odběr baterií z 19 evropských zemí. Jejím členem je i česká nezisková organizace ECOBAT, která má v ČR na starosti zpětný odběr použitých baterií a akumulátorů.
Hlavním cílem projektu je podpora povědomí evropské veřejnosti o důležitosti třídění a recyklace baterií a akumulátorů. Tento týden je také příležitostí k tomu, aby lidé odnesli všechny vybité baterie, které doma najdou, na jedno ze sběrných míst. Těch je v České republice již více než 28 tisíc.
Tradice evropského svátku recyklace baterií trvá od roku 2015. V prvních letech šlo o jeden den, a to 9. září, kdy jsme slavili Evropský den recyklace baterií. Toto datum se váže k narozeninám italského lékaře a fyzika Luigi Galvaniho (nar. 1737), který se proslavil pokusy s takzvanou živočišnou elektřinou. Jeho badatelská činnost přivedla jeho současníka a oponenta Alessandra Voltu k sestrojení prvního galvanického článku. Princip tohoto článku se stal základním konstrukčním prvkem všech elektrických baterií a akumulátorů.
V roce 2018 asociace EUCOBAT rozšířila událost na celý týden. Počínaje tímto rokem si Evropský týden recyklace baterií připomínáme vždy v první polovině září. V roce 2024 připadá ETRB na týden od 9. do 15. září.